# صموئيل كروفورد
صموئيل كروفورد (بالإنجليزية: Samuel Crawford)‏ هو محامي وقاضي وسياسي أمريكي، ولد في 20 أبريل 1820، وتوفي في 28 فبراير 1860.